# Đông Java
Đông Java (tiếng Indonesia: Jawa Timur) là một tỉnh của Indonesia ở phía Đông của đảo Java và cũng bao gồm các đảo lân cận là Madura và Bawean. Trung tâm hành chính của tỉnh này nằm ở Surabaya, thành phố lớn thứ 2 ở Indonesia và là một trung tâm công nghiệp và cảng lớn.

## Lịch sử
Các vương quốc cổ xưa Kediri và Singhasari từng tồn tại ở khu vực gần Malang ngày nay. Đế quốc Majapahit có trung tâm quốc gia đặt tại Trowulan, Mojokerto East Java. Vùng Jawa Timur còn là một phần của vương quốc Mataram lúc quốc gia này ở thời điểm hoàng kim của mình.

## Hành chính
Jawa Timur bao gồm 9 thành phố gồm Batu, Blitar, Kediri, Madiun, Malang, Mojokerto, Pasuruan, Probolinggo, Surabaya và 29 huyện